# 1627 Ivar
1627 Ivar è un asteroide near-Earth del diametro medio di circa 8,1 km. Scoperto nel 1929, presenta un'orbita caratterizzata da un semiasse maggiore pari a 1,8632651 UA e da un'eccentricità di 0,3969426, inclinata di 8,44767° rispetto all'eclittica.
L'asteroide è dedicato al fratello defunto dello scopritore.